# Тимошенко, Фёдор Акимович
Фёдор Акимович Тимошенко (1915—1945) — Гвардии старший лейтенант Рабоче-крестьянской Красной Армии, участник Великой Отечественной войны, Герой Советского Союза (1945).

## Биография
Фёдор Тимошенко родился 15 мая 1915 года в городе Краснограде (ныне — Харьковская область Украины).
В 1936 году окончил Красноградский техникум механизации сельского хозяйства, в 1940 году поступил в Харьковский сельскохозяйственный институт.
В 1941 году Тимошенко был призван на службу в Рабоче-крестьянскую Красную Армию. С августа 1942 года — на фронтах Великой Отечественной войны. В 1943 году Тимошенко окончил Полтавское танковое училище.
К марту 1945 года гвардии старший лейтенант Фёдор Тимошенко командовал взводом 23-го гвардейского танкового полка, (4-й гвардейской механизированной бригады, 2-го гвардейского механизированного корпуса, 46-й армии, 2-го Украинского фронта). Отличился во время освобождения Венгрии. В период с 18 по 20 марта 1945 года взвод Тимошенко участвовал в боях за город Тата. В ожесточённом бою с 6 немецкими самоходными артиллерийскими установками его экипаж сумел победить. 20 марта 1945 года Тимошенко погиб в бою. Похоронен в Тате.

## Награды
Указом Президиума Верховного Совета СССР от 15 мая 1946 года гвардии старший лейтенант Фёдор Тимошенко посмертно был удостоен высокого звания Героя Советского Союза. Также был награждён орденами Ленина и Отечественной войны 2-й степени.

## Память
В честь Ф. А. Тимошенко назван Красноградский техникум механизации сельского хозяйства в его родном городе.